# Jean-Philippe Douin
Jean-Philippe Douin (8. dubna 1940 Saint-Florentin – 19. ledna 2016 Paříž) byl francouzský generál Francouzského letectva.

## Životopis
Narodil se do námořnické a vojenské rodiny. Vystudoval francouzsko-egyptskou střední školu v Káhiře, střední školu Saint-Jean ve Fribourgu a poté střední školu Buffon v Paříži. Následně se stal studentem na letecké škole, kde studoval v letech 1961 až 1964 a byl jmenován podporučíkem a poté poručíkem. V roce 1965 byl poprvé přidělen k Escadron de chasse 2/4 La Fayette a následující rok nastoupil k Escadron de chasse 1/2 Cigognes v Dijonu. Na začátku roku 1968 byl povýšen na kapitána a za dva roky byl jmenován velitelem letky SPA 103. Poté byl přidělen na 118 leteckou základnu Mont-de-Marsan v roce 1972 a v roce 1974 převzal velení nad stíhacím plukem 2/30 Normandie-Němen na letecké základně 112 Reims-Champagne. Následně se stal zkušebním pilotem Mirage F1C, byl zodpovědný za znovuvytvoření 3/5 letové instrukční letky Comtat Venaissin na Orange v roce 1976 a byl povýšen na podplukovníka.
Douin poté absolvoval jednoroční stáž na Vyšší škole leteckého boje v letech 1981 až 1982. Když byl povýšen na plukovníka, stal se v roce 1985 velitelem letecké základny 102 Dijon-Longvic a během své kariéry dosáhl šest tisíc hodin letu.
V roce 1988 byl povýšen na brigádního generála a následně byl zástupcem náčelníka operačního štábu letectva a armádního štábu v době, kdy byla Francie zapojena do války v Perském zálivu a byl povýšen na leteckého divizní generála. Nakonec byl 1992 jmenován generálmajorem a během této pozice vedl reformu společných vojenských orgánů.
Když roku 1994 je jmenován náčelníkem štábu letectva, byl povýšen do hodnosti generála letectva. O rok později byl osloven, aby nahradil admirála Jacquese Lanxadeho jako náčelníka štábu ozbrojených sil. Jeho jmenování bylo potvrzeno 8. srpna 1995 a nabývá platnosti od 9. září 1996. Jeho velení se vyznačuje zejména angažováním ozbrojených sil ve válce v Jugoslávii. Na rozhodnutí prezidenta Jacquese Chiraca k zrušení základní vojenské služby profesionalizoval armádu a reorganizoval francouzské jaderné odstrašování, a to demontáži osmnácti raketových sil umístěných na letecké základně 200 Apt-Saint-Christo. Ve funkci byl do 9. dubna 1998, kdy ho nahradil armádní generál Jean-Pierre Kelche.
Téhož roku je 4. června jmenován velkým kancléřem Čestné legie, kancléřem národního řádu za zásluhy. Je prvním pilotem, kterému jsou tyto povinnosti svěřeny. V roce 2004 odchází do důchodu a jeho funkci přebírá Jean-Pierre Kelche.
Zemřel 19. ledna 2016 v Paříži a pohřeb se konal 28. ledna, kdy po vojenském aktu na hlavním nádvoří Invalidovně byla mše v katedrálním kostelem Francouzského vojenského ordinariátu.

## Vyznamenání
- Velký kříž Čestné legie
- Velký kříž národního řádu za zásluhy
- Medaile za letectví
- Řád akademických palem
- Řádu za zásluhy o zemědělství
- Řád umění a literatury
- Řád za vojenské zásluhy
- Řád Mono
- Řád Ouissam Alaouite
- Maltézský záslužný řád
- Řád Nilu
- Řád Bílého lva III. třídy
- Národní řád lva
- Řád polární hvězdy
- Řád velké hvězdy
- Legion of Merit
- Záslužný řád Spolkové republiky Německo
- Řád britského impéria
- Medaile za osvobození Kuvajtu
- Medaile za osvobození Kuvajtu
- Medaile NATO za bývalou Jugoslávii
- Pamětní medaile při 50. výročí osvobození Slovenska a konce 2. světové války